# جرومة
جَرُوْمَة  أو صُقْرَاب  (الاسم العلمي: Cecropia)، جنس أشجار دماعة برية استوائية من الإقليم المداري الجديد من فصيلة القراصية. تضم واحد وستين نوعًا، وهي ثنائية المسكن.